# U4 (Hamburgs tunnelbana)
| Urban head station |

| Urban stop on track |

| Unknown BSicon "utSTRa" |

| Urban tunnel station on track |

| Urban tunnel stop on track |

| Urban tunnel station on track |

| Unknown BSicon "utSTRe" |

| Unknown BSicon "utSTRa" |

| Urban tunnel stop on track |

| Unknown BSicon "utABZg+r" |

| Urban tunnel station on track |

| Urban tunnel straight track |

| Unknown BSicon "utABZgl" |

| Urban tunnel stop on track |

| Urban tunnel straight track |

| Urban tunnel station on track |

| Urban tunnel straight track |

| Unknown BSicon "utABZgr" |

| Urban tunnel stop on track |

| Urban tunnel stop on track |

| Unknown BSicon "utSTRe" |

| Urban end station |

| Urban head station |

| Urban stop on track |

| Unknown BSicon "utSTRa" |

| Urban tunnel station on track |

| Urban tunnel stop on track |

| Urban tunnel station on track |

| Unknown BSicon "utSTRe" |

| Unknown BSicon "utSTRa" |

| Urban tunnel stop on track |

| Unknown BSicon "utABZg+r" |

| Urban tunnel station on track |

| Urban tunnel straight track |

| Unknown BSicon "utABZgl" |

| Urban tunnel stop on track |

| Urban tunnel straight track |

| Urban tunnel station on track |

| Urban tunnel straight track |

| Unknown BSicon "utABZgr" |

| Urban tunnel stop on track |

| Urban tunnel stop on track |

| Unknown BSicon "utSTRe" |

| Urban end station |

Linje U4 är tunnelbanelinje som tillhör Hamburgs tunnelbana. Linjen öppnades 29 november 2012 och trafikerar bl.a. Hamburgs nya stadsdel HafenCity. Linjen möter samtliga andra tunnelbanelinjer på Hamburg Hauptbahnhof. En förlängning av linjen invigdes 7 december 2018 till Elbbrücken där linjen ansluter en ny pendeltågsstation. Linjen byggs ut i norr till Horner Geest och planeras att förlängas i söder.  Mellan Jungfernstieg och Billstedt delar linjen bansträckning med linje U2.

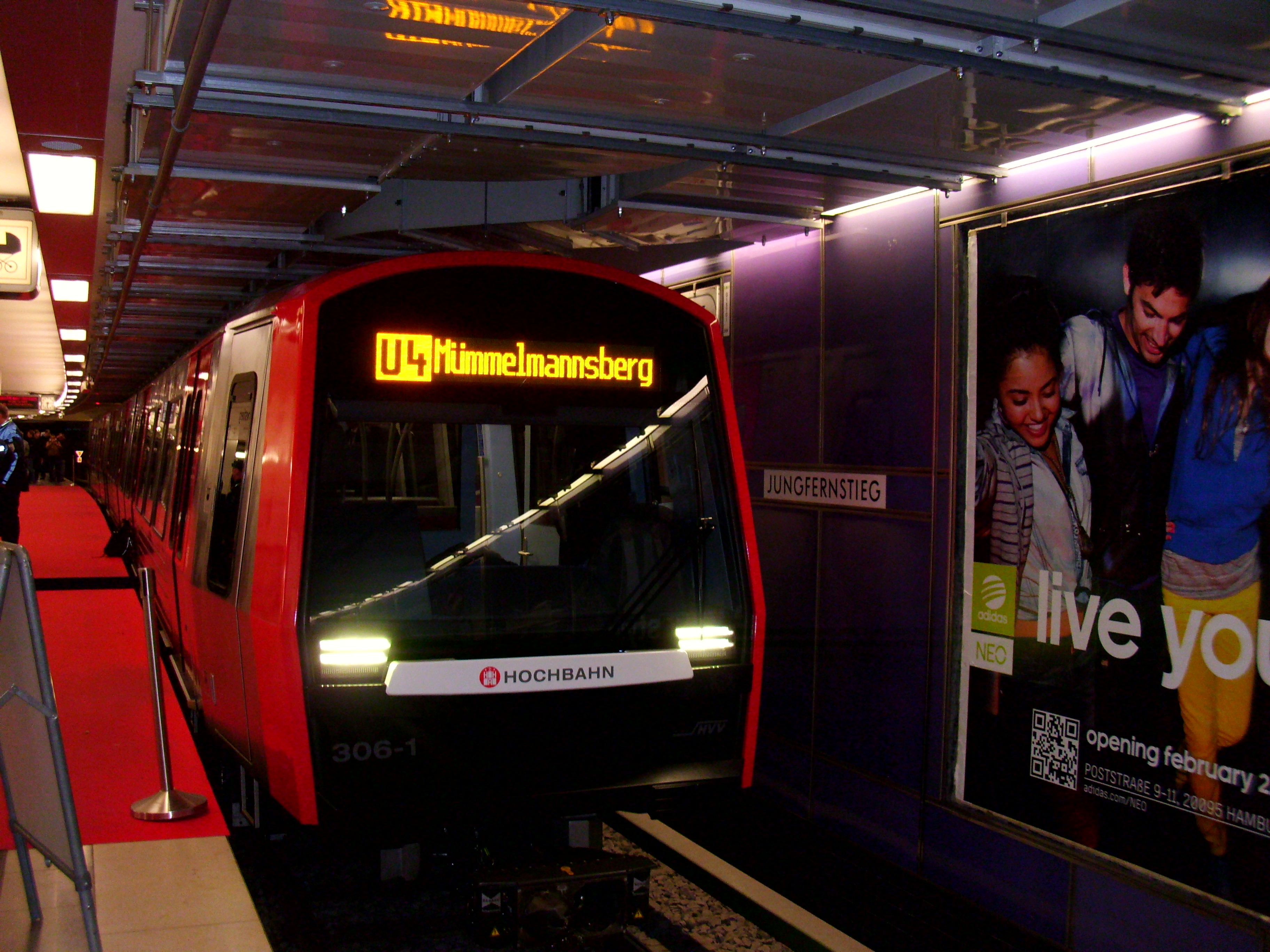
Jungfernstieg
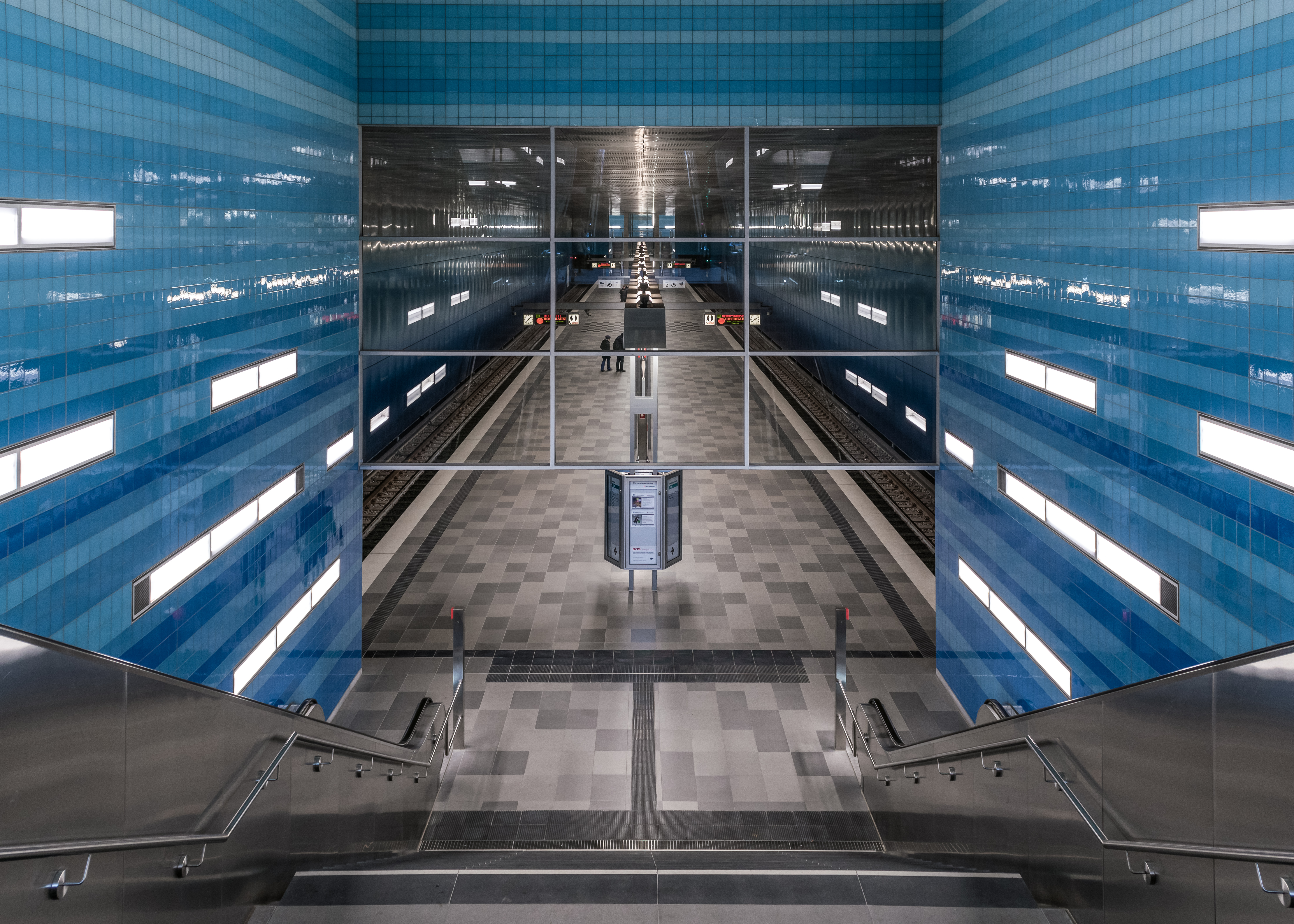
Überseequartier
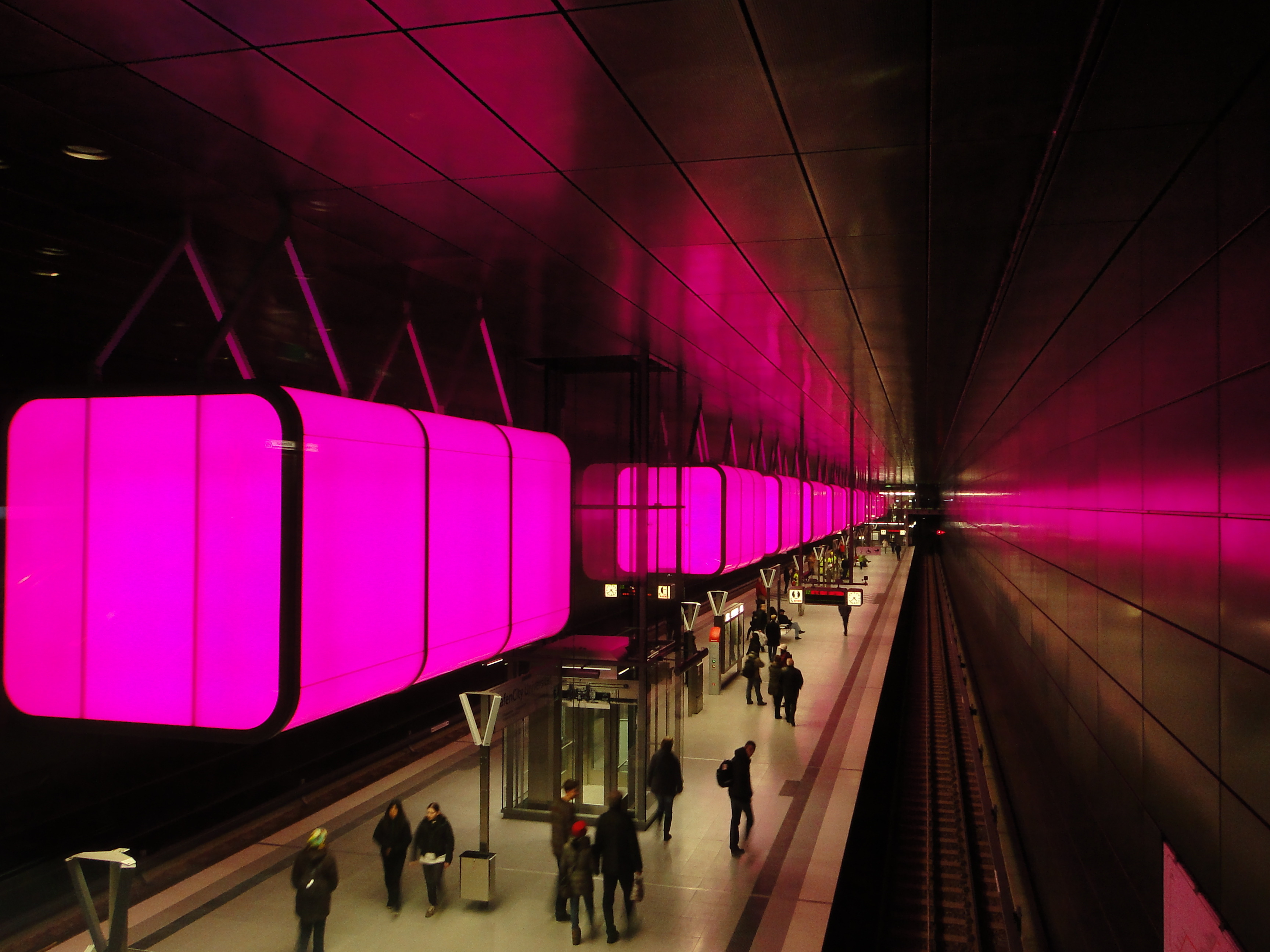
HafenCity Universität
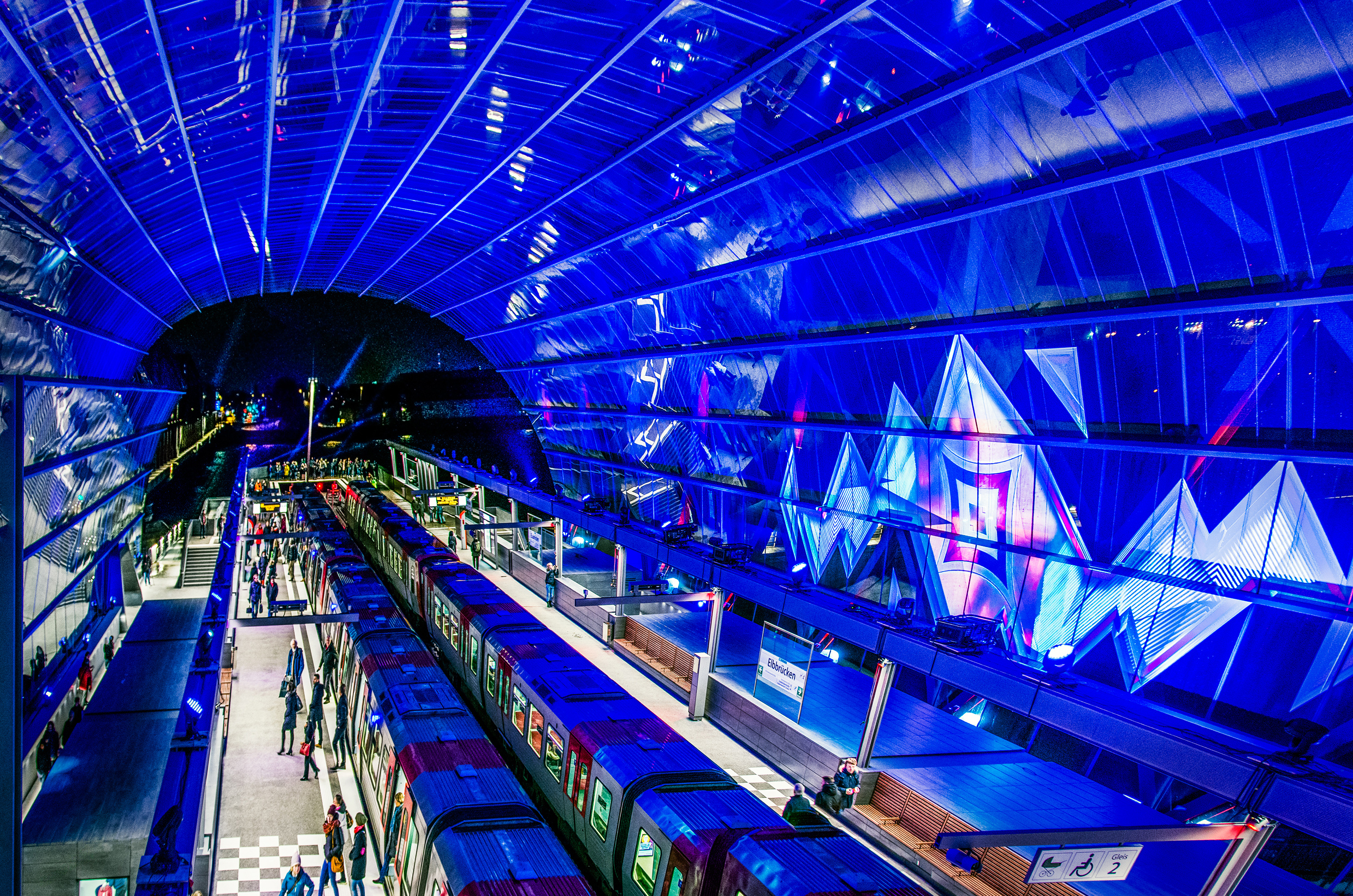
Elbbrücken